# Li Shaohong
Li Shaohong (7 juillet 1955, Suzhou, province du Jiangsu) est une réalisatrice et productrice chinoise. Elle appartient à la Cinquième Génération de réalisateurs,. Son œuvre est marquée par l'expérience de la Révolution culturelle, les questions sociales, et la condition féminine en Chine.
Elle travaille dès l'âge de 14 ans au sein d'un hôpital militaire, avant d'être admise à l'Académie du film de Pékin en 1978, où elle devient réalisatrice. Plusieurs de ses films sont remarqués dans les festivals internationaux. Elle s'illustre en parallèle en Chine par une carrière de réalisatrice de séries télévisées, comme Palace of Desire, ou Dreams of the Red Mansion. Elle remporte plusieurs prix en Europe, dont la Montgolfière d'Or du Festival des Trois Continents 1992, pour  Bloody Morning, ainsi qu'un Ours d'argent à la Berlinale 1995, pour Blush. En 2005, elle remporte le Grand Coucal d'Or du Festival International du Film du Kerala, ainsi le prix du Meilleur film du Festival de TriBeCa, pour Stolen Life.

## Jeunesse
Li Shaohong est née le 7 juillet 1955 à Suzhou dans la province du Jiangsu. Lors de la Révolution culturelle, elle est incorporée, dès l'âge de 14 ans, à un hôpital militaire dans la province du Sichuan. La vie militaire lui déplaît pour son trop grand nombre de règles, et elle décide de s'engager dans la réalisation cinématographique. Elle est admise à l'Académie du film de Pékin en 1978, d'où elle sort diplômée en réalisation en 1982. C'est à l'Académie qu'elle rencontre son futur mari, le chef opérateur et réalisateur Zeng Nianping.

## Carrière

### Réalisatrice pour le cinéma (1982 - 1995)
À sa sortie de l'Académie du film, elle intègre le Beijing Film Studio en tant qu'assistante-réalisatrice sur de nombreux tournages. Elle passe à la réalisation en 1988, avec The Case of the Silver Snake, et atteint une première reconnaissance internationale avec Un matin couleur de sang (Bloody Morning) en 1990. Le film adapte la nouvelle de Gabriel García Márquez, Chronique d'une mort annoncée, à un petit village chinois. Le film est primé à Nantes au Festival des trois continents 1992. C'est un film représentatif de la cinquième génération de réalisateurs chinois, qui compte en particulier Zhang Yimou et Chen Kaige parmi ses représentants. Li Shaohong témoigne alors d'un attachement à la représentation et aux problèmes sociaux de la vie rurale chinoise.
Le succès international se poursuit avec Blush (Hongfen en chinois) en 1994, adapté du roman éponyme de Su Tong qui raconte l'histoire de deux prostituées de Shanghaï pendant la révolution de 1949]. Le film est récompensé par un Ours d'Argent à la Berlinale 1995.

### Carrière télévisuelle (1996 - 2003)
Après une période de succès internationaux, Li Shaohong se tourne vers la production audiovisuelle nationale, et fonde Rosat Film, sa propre société de production basée à Pékin, en 1995, de concert avec son époux Zeng Nianping, chef-opérateur de la plupart de ses films.
Avec cette structure, Li Shaohong produit et réalise les séries Thunderstorm, Palace of Desire, Oranges Turn Ripe. Palace of Desire est l'une des séries les plus suivies en Chine dans les années 2000, et elle remporte de nombreux prix aux China TV Golden Eagle Award.

### Retour au cinéma (2003 - )
En 2003, Li Shaohong revient au cinéma avec Baober in Love, qui marque une rupture dans son œuvre, en introduisant des éléments du réalisme magique, qui remporte un franc succès domestique. L'année suivante, Stolen Life lui vaut de nouveau une reconnaissance internationale, et reçoit des prix en Inde, en Italie et aux États-Unis. Ce film, tout comme le suivant, The Doors, s'intéresse à la condition féminine en Chine dans un style poignant et naturaliste.
Pendant cette même période, la production audiovisuelle pour la télévision continue avec Dreams of the Red Mansion, qui connaît un succès populaire en Chine.

## Autres
Li Shaohong a été élue en 2011 présidente de l'Association chinoise des réalisateurs.

## Filmographie et récompenses
| Année | Titre anglais                | Titre original | Récompenses |
| ----- | ---------------------------- | -------------- | --- |
| 1988  | The Case of the Silver Snake | 银蛇谋杀案     | |
| 1990  | Bloody Morning               | 血色清晨       | Montgolfière d'or du Festival des trois continents 1992                                                               |
| 1992  | Family Portrait              | 四十不惑       | Prix du jury œcuménique du Festival international du film de Locarno 1992                                             |
| 1994  | Blush                        | 红粉           | Ours d'argent à la Berlinale 1995, Golden Peacock du Festival du Film indien 1996                                     |
| 1997  | The Red Suit                 | 红西服         | Meilleur film aux China Huabiao Awards 1998                                                                           |
| 2004  | Baober in Love               | 恋爱中的宝贝   | |
| 2005  | Stolen Life                  | 生死劫         | Grand Coucal d'Or du Festival International du Film du Kerala 2005, Meilleur film au Festival du film de Tribeca 2005 |
| 2006  | The Door                     | 门             | |